# Arctia rubrodorsalis
Arctia rubrodorsalis är en fjärilsart som beskrevs av O. Schultz 1908. Arctia rubrodorsalis ingår i släktet Arctia och familjen björnspinnare. Inga underarter finns listade i Catalogue of Life.